# Adam Larsson
Nils Erik Adam Larsson (Skellefteå, 12 novembre 1992) è un hockeista su ghiaccio svedese professionista, che gioca nel ruolo di difensore. Dalla stagione 2011-2012 gioca per i New Jersey Devils. Larsson è stato il primo giocatore di formazione unicamente europea ad essere ammesso all'Entry Draft. Inoltre, con il gol segnato il 1º maggio 2012 con la maglia dei Devils ai Philadelphia Flyers nei playoff, è diventato il primo difensore nella storia della squadra a segnare nel suo debutto ai playoff.